# Russell T Davies
Pour les articles homonymes, voir Davies.
Russell T Davies, de son vrai nom Stephen Russell Davies, né le 27 avril 1963, est un producteur de télévision et un écrivain gallois. Il est principalement connu pour être un pionnier de l'écriture de séries telles que Queer as Folk et The Second Coming, et pour être à l'origine du renouveau de la plus ancienne série télévisée de science-fiction, Doctor Who, dont il a notamment créé les séries dérivées Torchwood, The Sarah Jane Adventures et Tales of the TARDIS.

## Carrière
Davies naît à Swansea, au Pays de Galles, où il est scolarisé à la Olchfa School. Il a ensuite étudié au Worcester College, qui est un des collèges de l'Université d'Oxford.
Il commence à travailler pour des émissions de jeunesse, et écrit en 1991 une première série de science-fiction, Dark Season, pour BBC One. Deux ans plus tard, il écrit une autre série de SF pour les enfants, Century Falls. Dès 1992, il produit sur ITV la série  Children's Ward qui se déroule dans un hôpital.
C'est en 1999 que Channel 4 diffuse sa série Queer as Folk, sur un groupe d'homosexuels vivant à Manchester. C'est la première série à avoir pour personnages principaux des gays et des lesbiennes. Une adaptation en est réalisée aux États-Unis en 2000.
En 2001, il écrit la série Bob et Rose. La même année, il est nommé « Auteur de l'année » lors des British Comedy Awards. En 2003, il crée la série religieuse The Second Coming (en), où un homme qui a disparu déclare être la réincarnation de Jésus.
Fan de longue heure de la série Doctor Who, Russell T. Davies reprend la série en 2003, la produisant avec Phil Collinson et Julie Gardner à Cardiff, et les épisodes sont diffusés en 2005. Il y introduit de nombreux personnages et crée la même année un spin-off, Torchwood. Il crée aussi la série dérivée The Sarah Jane Adventures.
En 2006, Doctor Who reçoit le British Academy Television Award de la meilleure série télévisée dramatique, et deux épisodes reçoivent le prix Hugo en 2006 et 2007.
Il est officier de l'Ordre de l'Empire britannique depuis 2008.
En 2015, il crée la triple série Cucumber, Banana (en), Tofu (en). Cucumber est centré sur un couple d'hommes presque cinquantenaires en crise de Manchester. C'est l'intrigue principale en format 8 x 45 minutes. Banana se focalise sur des personnages LGBT secondaires plus jeunes de Cucumber, en format 820 minutes. Tofu est une série de documentaires de format 8 x 10 minutes environ sur différentes thématiques LGBT (le coming-out…) : des anonymes et les acteurs de la série y sont interviewés.
Il enchaîne ensuite sur plusieurs projets de mini-séries en tant que scénariste et producteur : A Very English Scandal (2018) avec Hugh Grant et Ben Whishaw relatant l'histoire vraie d'un député britannique accusé d'avoir fait assassiner son amant dans les années 70 ; Years and Years (2019) avec Emma Thompson et Russel Tovey qui suit durant quinze années la vie d'une famille ordinaire de Manchester faisant face à des bouleversements économiques, politiques et technologiques majeurs ; It's a Sin (2021) autour d'un groupe de jeunes homosexuels à Londres au début de l’épidémie de SIDA.
Le 2 février 2023, il sort une mini-série (3 épisodes d'une heure) intitulée Nolly (sur la plateforme en ligne ItvX) qui suit le parcours de Noele Gordon, actrice d'un soap opéra populaire qui se fait licencier du jour au lendemain. La même année, Davies récupérera le poste de showrunner de Doctor Who, prenant le relais de Chris Chibnall, et commencera par écrire les épisodes du soixantième anniversaire de la série avec le quatorzième Docteur. Il crée aussi les séries dérivées Tales of the TARDIS et The War Between the Land and the Sea .

## Activités

### Scénariste
- 1988-1989 : On the Waterfront (en)
- 1990 : Breakfast Serials (en)
- 1991 : Dark Season
- 1992 : ChuckleVision
- 1993 : Century Falls (en)
- 1993 : Cluedo (en)
- 1994 : The House of Windsor
- 1994 : Children's Ward
- 1994-1995 : Revelations (en)
- 1996 : Springhill (en)
- 1997 : La Part du diable
- 1997 : Coronation Street: Viva Las Vegas! (vidéo)
- 1997-1998 : The Grand (en)
- 1999-2000 : Queer as Folk (série britannique)
- 2000-2005 : Queer as Folk (série américaine)
- 2001 : Bob et Rose
- 2001 : Linda Green (en)
- 2003 : The Second Coming (en)
- 2004 : Mine All Mine (en)
- 2005-2010 : Doctor Who
- 2005 : Casanova (en)
- 2005 : Children in Need Special (court métrage, vidéo)
- 2006-2011 : Torchwood
- 2007-2010 : The Sarah Jane Adventures
- 2008 : Doctor Who: Music of the Spheres (court métrage TV)
- 2008 : Screenwipe (en)
- 2009 : Doctor Who at the Proms (téléfilm)
- 2009 : Tonight's the Night (en)
- 2012-2013 : Sorciers vs Aliens (Wizards vs Aliens)
- 2013 : Old Jack's Boat (en)
- 2015 : Cucumber
- 2015 : Banana (en)
- 2016 : Tofu (en) (série documentaire)
- 2016 : Le songe d'une nuit d'été (en) (téléfilm, post-production)
- 2019 : Years and Years (série télévisée)
- 2021 : It's a Sin
- 2023 : Nolly
- 2022-... : Doctor Who
- 2023-2024 : Tales of the TARDIS
- 2025 : The War Between the Land and the Sea

### Producteur
- 1992 : Children's Ward
- 1999-2000 : Queer as Folk (coproducteur)
- 2001 : Bob et Rose (coproducteur)
- 2003 : The Second Coming (en)
- 2005 : Doctor Who: A New Dimension (documentaire)
- 2005 : Casanova (en)
- 2005-2010 : Doctor Who
- 2005-2010 : Doctor Who Confidential (série documentaire)
- 2005 : Doctor Who: Attack of the Graske (jeu vidéo)
- 2006 : Tardisodes (en)
- 2006-2011 : Torchwood
- 2006-2009 : Torchwood Declassified (série documentaire)
- 2007-2010 : The Sarah Jane Adventures
- 2007 : Totally Doctor Who (mini série documentaire)
- 2007 : Doctor Who: The Infinite Quest (téléfilm)
- 2008 : Doctor Who: Music of the Spheres (court métrage TV)
- 2009 : Doctor Who at the Proms (téléfilm)
- 2009 : Doctor Who Greatests Moments (mini série documentaire)
- 2009 : Doctor Who: Dreamland
- 2010 : SJA: Alien Files
- 2011 : Torchwood: Web of Lies
- 2012-2013 : Sorciers vs Aliens (Wizards vs Aliens)
- 2015 : Cucumber
- 2015 : Banana (en)
- 2016 : Tofu (en) (série documentaire)
- 2016 : Le songe d'une nuit d'été (en) (téléfilm, post-production)